# Wieżyca (przystanek kolejowy)
Wieżyca – przystanek kolejowy w Wieżycy, w gminie Stężyca, w województwie pomorskim. Na przystanku zatrzymują się pociągi kursujące pomiędzy Kościerzyną a Gdynią Główną (linia kolejowa nr 201).

## Ruch pasażerski
| Rok  | Wymiana pasażerska na dobę |
| ---- | -------------------------- |
| 2017 | 100-149                    |
| 2022 | 100-149                    |

Obecnie na przystanku jest wykorzystywany jeden tor przy peronie wyspowym, natomiast tor mijankowy znajdujący się bliżej budynku jest zablokowany. W latach 90. w budynku dworcowym działała kasa biletowa. W ramach modernizacji w 2014 r. rozebrano nieużywany tor mijankowy oraz wybudowano nowy peron.